# Шарфова акула
Шарфова акула (Cirrhoscyllium) — рід акул з родини Комірцеві акули ряду Воббегонгоподібні. Має 3 види.

## Опис
Загальна довжина представників цього роду коливається від 33 до 49 см. Самиці трохи більші за самців. Голова невелика, в 3 рази довше ширини переднього спинного плавця. Очі відносно великі. Ніздрі мають виражені ніздреві канавки. Біля ніздрів присутні пучки недовгих вусиків. Звідси походить назва цієї акули. Пара вусиків присутнє на нижньому боці голови, на її горлі. На шиї є своєрідні шкіряні складки, що нагадують шарф. Звідси походить назва цих акул. Тулуб стрункий, подовжений. Грудні плавці помірно великі, які застосовуються для опори на дно. Мають 2 спинних та анальний плавці. Однакові спинні плавці розташовані близько до хвоста. Хвостовий плавець з нерозвиненою нижньою лопаттю, на верхній лопаті — на кінчики характерний вимпел. Хвіст помірно довгий. Анальний плавець маленький.
Забарвлення спини коричневе або жовто-коричневе чи сіро-коричневе. Черево світліше. На спині та боках є від 6 до 10 темно-коричневих поперечних смуг.

## Спосіб життя
Тримаються на глибинах до 290 м. Зустрічаються на континентальному шельфі, скелястому та кам'янистому дні. Активні вночі, вдень ховаються серед скель та каміння. Живляться ракоподібними, молюсками та невеличкою костистою рибою.
Це яйцекладні акули.

## Розповсюдження
Мешкають біля узбережжя В'єтнаму, Філіппін, південного Китаю, Тайваню, південної Японії.

## Види
- Cirrhoscyllium expolitum
- Cirrhoscyllium formosanum
- Cirrhoscyllium japonicum